# Walter Jaroschowitz
Walter Jaroschowitz (* 24. Juli 1924 in Berlin; † 23. Juli 1978 ebenda) war ein deutscher Politiker (SPD).
Walter Jaroschowitz besuchte die Siemens-Oberrealschule in Berlin-Charlottenburg und wurde anschließend Volontär bei der Firma „Stolzenburg Zahnräder und Getriebebau“, wo er eine Ausbildung als Industriekaufmann erhielt.
Nach dem Zweiten Weltkrieg wurde Jaroschowitz Angestellter im Bezirk Charlottenburg und trat der SPD bei. 1949 wurde er als nur 25-jähriger zum Bezirksstadtrat für Jugend und Sport im Bezirk Tiergarten gewählt. Bei der Berliner Wahl 1958 wurde er zwar in das Abgeordnetenhaus von Berlin gewählt, schied aber nach sechs Wochen aus, da er weiterhin Bezirksstadtrat war. Bis 1965 blieb Jaroschowitz in diesem Amt. Bei der Wahl 1967 wurde er als Bezirksverordneter in die Bezirksverordnetenversammlung von Tiergarten gewählt. Im folgenden Jahr wurde er bis 1971 Landesgeschäftsführer der SPD Berlin.
1974 trat Jaroschowitz aus der SPD aus und schloss sich dem Bund Freies Deutschland an, dem er zeitweilig als geschäftsführender Landesvorsitzender angehörte.